# 海洋大道
海洋大道（Ocean Drive）是迈阿密海滩南海灘附近的一条道路，位于美国佛罗里达州东部以及大西洋沿岸。2020年7月，迈阿密海滩委员会通过了一项决议，禁止人們在海洋大道上駕駛汽車，並建造人行通道以及增加人行道座位。 